# Cynortula ignacia
Cynortula ignacia is een hooiwagen uit de familie Cosmetidae.